# Эзебек, Ханс фон
Ханс-Карл фрайхерр фон Эзебек (нем. Hans-Karl Freiherr von Esebeck; 10 июля 1892, Потсдам — 5 января 1955, Изерлон) — высокопоставленный немецкий офицер времён Третьего рейха, генерал танковых войск (1944). Кавалер Рыцарского креста Железного креста (1940).

## Биография
На службу в прусскую армию вступил в сентябре 1911 года фанен-юнкером 3-го гвардейского уланского полка в Потсдаме. С июня 1912 г. — прапорщик, с февраля 1913 года — лейтенант.
Участник Первой мировой войны. Сражался на Западном фронте в составе имперской гвардейской кавалерийской дивизии. Командовал гвардейским егерским батальоном.
С августа 1917 года служил в штабе VI-го армейского корпуса. Кавалер ряда орденов Германской империи.
В сентябре 1918 года — член военной комиссии, работавшей в Петрограде.
После окончания мировой войны в чине обер-лейтенанта с января до октябрь 1919 года командовал добровольческим эскадроном 3-го гвардейского уланского полка.
После создания Рейхсвера остался служить в его рядах. Проходил службу на различных командных и штабных должностях в 115-м кавалерийском полку, 4-й прусском рейтарском конном полку, 1-й кавалерийской дивизии. С 6 октября 1936 по 1 апреля 1939 г. — командир 1-го конного полка.
Накануне Второй мировой войны Г.-К.фон Эзебек был назначен командиром 6-й стрелковой бригады 1-й легкой стрелковой дивизии, которая 19 октября 1939 г. была переформирована в 6-ю танковую дивизию вермахта. Под его командованием бригада участвовала в Польской кампании, сражалась за Велюнь, Радом, Модлин, Варшаву. В время польской кампании встретил подружился с Клауса Шенка фон Штауффенберга.
После завершения боевых действий против Польши, бригада вместе с дивизией была переброшена на Западный фронт в состав группы армий «Б». С конца апреля и до начала французской кампании бригада находилась в районе Майена, где готовилась к вторжению во Францию.
В составе 41-го моторизованного корпуса вермахта Г. Рейнгардта, вместе с 15-м моторизованным Г. Гота и 19-м армейским корпусами Гудериана, его стрелковая бригада 6-й танковой дивизии прорвала линию Мажино вблизи Монтерме, и преодолев Арденны, 15 мая форсировала Маас. Вечером того же дня был захвачен Монкорне в 65 км к западу от реки. Образовав авангард сил корпуса, 16 мая дивизия форсировала реку Уаза, а 19 мая — Северный канал. В ходе наступления была разгромлена французская 2-я бронетанковая дивизия. 20 мая 1940 года в районе Дуллан состоялся бой с британской 36-й бригадой, после чего город был обойдён и дивизия двинулась к побережью, выйдя 23 мая в район Касселя.
4 июля 1940 года за боевые заслуги в ходе французской кампании полковник Г.-К.фон Эзебек был удостоен высшей награды Рейха — Рыцарского креста Железного креста.
15 марта 1941 года фон Эзебек стал командиром 15-й стрелковой бригады 15-й танковой дивизии, в апреле того же года получил воинское звание генерал-майор.
13 апреля 1941 г. генерал фон Эзебек был назначен командиром 15-й танковой дивизии, которая вместе с 21-й танковой и 90-й легкой дивизиями немецкого африканского корпуса генерала Э. Роммеля в рамках операции «Зоненблюме» прибыла в Ливию. Однако, уже 13 мая генерал фон Эзебек получил ранения и был отправлен на лечение в Германию.
После выздоровления, 24 августа 1941 году фон Эзебек получил новое назначение командиром 11-й танковой дивизии и направлен на Восточный фронт, где участвовал в сражении за Киев.
После разгрома войск РККА Юго-Западного фронта под командованием генерал-полковника М. Кирпоноса, 11-ю дивизию генерала фон Эзебека передали в состав 46-го моторизованного корпуса
4-й танковой группы армий «Центр».
2 октября 1941 г. в ходе операции «Тайфун» дивизия фон Эзебека была переброшена через реку Десна, затем повернута на северо-восток и проселкам вышла на Варшавское шоссе, где последовательно сбила заслоны 149-й, 53-й и 17-й стрелковых дивизий. 5 октября войска фон Эзебека продолжили наступление на север вдоль железной дороги Брянск — Вязьма и 7 октября образовали участок внутреннего кольца окружения южнее Вязьмы.
В 20-х числах октября после разгрома окруженной группировки советских войск дивизия была переброшена в полосу обороны 316-й стрелковой дивизии генерала И. В. Панфилова. Однако уже в октябре командир дивизии фон Эзебек сдал командование соединением генерал-майору В. Шеллеру и отбыл в резерв фюрера.
17 февраля 1942 года Г.-К.фон Эзебек был назначен командиром 2-й танковой дивизии 9-й полевой армии генерала танковых войск В. Моделя. Участвовал в боях под Ржевом за удержание плацдарма для планируемого наступления немецких войск на Москву.
Генерал-лейтенант с 1942 года.
С 20 октября 1942 до 20 июня 1943 года снова находился в резерве. Одновременно, выполнял обязанности командира 46-го танкового корпуса. С июня по 1 декабря 1943 года — командир оперативной группы Г.-К.фон Эзебек в составе группы армий «Центр». Участник боёв на Курской дуге и на левобережной Украине за Днепр.
1 декабря 1943 года назначен командиром 58-го резервного танкового корпуса группы армий «D», входящий в группировку немецких войск на Западном фронте во Франции.
С февраля 1944 года с перерывами снова находится в резерве, в июле 1944 года назначен командующим XVII-го военного округа с составе резерва Третьего рейха.
Учитывая его дружбу с Клаусом Шенком фон Штауффенбергом 20 июля 1944 г. из-за покушения на Гитлера попал под подозрение в измене и соучастии в мятеже и отстранён от занимаемой должности. Вскоре арестован и заключён в военную тюрьму, откуда отправлен в концентрационный лагерь до конца войны.
Освобожденный из лагеря в конце войны, прожил остаток жизни в замке Бодельшвинг и умер 5 января 1955 года.

## Награды
- Железный крест (1914) 2-го и 1-го класса (Королевство Пруссия)
- Орден Фридриха рыцарский крест 2-го класса с мечами (Королевство Вюртемберг)
- Орден Заслуг[нем.] 4-го класса с мечами (24 июля 1915) (Княжество Вальдек-Пирмонт)
- Крест «За военные заслуги» 3-го класса с воинским отличием (2 октября 1916) (Австро-Венгрия)
- Орден Креста Свободы 2-го класса с мечами (2 мая 1918) (Финляндия)
- Памятная медаль Войны за независимость (15 августа 1918) (Финляндия)
- Силезский орёл 2-й степени (Веймарская республика)
- Почётный крест Первой мировой войны 1914/1918 с мечами (1934)
- Медаль «За выслугу лет в вермахте» с 4-го по 1-й класс (2 октября 1936)
- Пряжка к Железному кресту 2-го класса (26 сентября 1939)
- Пряжка к Железному кресту 1-го класса (15 мая 1940)
- Рыцарский крест Железного креста (4 июля 1940)
- Нагрудный знак «За ранение» в серебре (15 августа 1942)
- Немецкий крест в золоте (23 августа 1942)
- Медаль «За зимнюю кампанию на Востоке 1941/42» (1942)
- Нагрудный знак «За танковую атаку»